# Нумендзанахари, Лалаина
Лалаина Хенинцуа Нумендзанахари (фр. Lalaïna Henintsoa Nomenjanahary; родился 16 января 1986, Антананариву, Мадагаскар) — мадагаскарский футболист, полузащитник французского клуба «Париж».

## Клубная карьера
Нумендзанахари вырос в бедной семье в Антананариву, и в молодости он продавал игрушки, которые он делал из переработанных консервных банок. Женат на Джулии, и с тех пор, как прибыл во Францию, большая часть его семьи и семьи его жены также живут там. Нумендзанахари иногда называют его детским прозвищем Болида. Дружит с другим мадагаскарским футболистом Фаневой Андриацимой, а своим наставником считает мадагаскарского игрока и экс-тренера сборной Эрве Арсена.
Вначале Нумендзанахари привлек внимание как мобильный защитник. Его первым клубом был «Ажесайя», прежде чем он переехал в «Каприкон» (Сен-Пьер) на соседнем острове Реюньон.